# 2-ро основно училище „Никола Йонков Вапцаров“
II основно училище „Никола Йонков Вапцаров“ е основно училище в град Търговище, община Търговище, разположено на адрес ул. „Руен“ №19, кв. „Малчо Малчев“. То е със общинско финансиране. Директор на училището е Таня Петкова.
През учебната 2007/2008 г. в училището се обучават 275 деца.